# Rasböleholmen
Rasböleholmen är en ö i Finland. Den ligger i Skärgårdshavet och i kommunen Pargas i den ekonomiska regionen  Åboland i landskapet Egentliga Finland, i den sydvästra delen av landet. Ön ligger omkring 20 kilometer söder om Åbo och omkring 150 kilometer väster om Helsingfors.
Öns area är 1,4 hektar och dess största längd är 170 meter i sydöst-nordvästlig riktning. Ön höjer sig omkring 15 meter över havsytan. I omgivningarna runt Rasböleholmen växer i huvudsak barrskog.